# Valério Grato
Valério Grato (em latim: Valerius Gratus) foi um político romano, que serviu como prefeito e procurador da província romana da Judeia durante o período do imperador Tibério (15-26). Sucedeu a Ânio Rufo e foi substituído por Pôncio Pilatos.
O governo de Grato é lembrado principalmente pelas mudanças freqüentes que ele implementou no processo de indicação do Kohen Gadol, o Sumo Sacerdote de Israel. Depôs Anás e substituiu Ismael, filho de Fabi, Eleazar, filho de Ariano, Simão, filho de Camito e José, filho de Caifás - genro de Anás.

## Na ficção
Na ficção histórica Ben-Hur (livro), de Lew Wallace, Grato é o governador que sofre um ataque no inicio da aventura, o que origina toda a saga vivida pelo personagem-titulo. No filme de 1959, Ben-Hur, Grato é representado por Mino Doro.